# Hîncești (Fălești)
Hîncești è una località della Moldavia situato nel distretto di Fălești di 1 155 abitanti al censimento del 2004